# Kanton Sartilly
Sartilly is een voormalig kanton van het Franse departement Manche. Het kanton maakte deel uit van het arrondissement Avranches. Het werd opgeheven bij decreet van 24 februari 2014, met uitwerking op 22 maart 2015. Alle gemeenten werden toegevoegd aan het kanton Avranches.

## Gemeenten
Het kanton Sartilly omvatte de volgende gemeenten:
- Angey
- Bacilly
- Carolles
- Champcey
- Champeaux
- Dragey-Ronthon
- Genêts
- Jullouville (deels)
- Lolif
- Montviron
- Saint-Jean-le-Thomas
- Saint-Pierre-Langers
- Sartilly (hoofdplaats)